# Dyseuaresta trinotata
Dyseuaresta trinotata är en tvåvingeart som beskrevs av Bates 1934. Dyseuaresta trinotata ingår i släktet Dyseuaresta och familjen borrflugor. Inga underarter finns listade i Catalogue of Life.